# Музеї Києва

## Список музеїв
Легенда

### Голосіївський район
| Назва                                                                              | Місцезнаходження                                                  | Короткий опис | Зображення |
| ---------------------------------------------------------------------------------- | ----------------------------------------------------------------- | --- | ---------- |
| Київський літературно-меморіальний музей Максима Рильського                        | вул. М. Рильського, 7                                             | В колекції музею, що знаходиться в будинку письменника Максима Рильського — речі, що оточували митця за його життя, велика кількість рукописів, а також особиста бібліотека Максима Рильського, зокрема книги, підписані авторами. |            |
| Національний музей народної архітектури та побуту України                          | вул. Пирогівський шлях, 1                                         | Найвідоміший український скансен. На території 150 га зібрано понад 300 будівель XVII-початку XX століття: будинки, храми, господарські будівлі. Вони згруповані за регіонами. |            |
| Музей Якубовських                                                                  | вул. Цимбалів Яр, 6-А                                             | Приватний музей. Містить колекцію старожитностей, оберегів та ікон. |            |
| Національний музей бджільництва України                                            | вул. Академіка Заболотного, 19                                    | У музеї зібрані матеріали з історії бджільництва, фотографії видатних вчених-пасічників, є розділ апітерапії, нових досягнень та технологій у цій галузі. Експозиція музею розповідає про всі етапи медовиробництва, починаючи особливостями життя бджолиної сім'ї, різноманітними технологіями збору меду, закінчуючи повір'ями й легендами, пов'язаними з медом.                                                                       |            |
| Історико-меморіальний музей Михайла Грушевського                                   | вул. Паньківська, 9                                               | У фондах музею — оригінали листів вченого та його рідних, інших відомих діячів української науки і культури, праці історика, видання за його редакцією, книги з особистої бібліотеки. Для відтворення меморіальної квартири М. Грушевського зібрано меблі та побутові речі, фотографії інтер'єрів. |            |
| Музей видатних діячів української культури                                         | вул. Саксаганського, 93, 93-б, 95, 97, 97-в та вул. Жилянська, 96 | Музей присвячений життю і творчості Лесі Українки, Миколи Лисенка, Панаса Саксаганського, Михайла Старицького. Музейні експозиції розміщені в меморіальних будинках, де мешкали видатні митці і які збереглися до сьогодні. Створення спільного музею мотивувалося близькістю розташування будинків, де мешкали ці діячі культури. складається з трьох відділів: Музей Лесі Українки, Музей Миколи Лисенка та Музей Михайла Старицького. |            |
| Музей Лесі Українки                                                                | вул. Саксаганського, 97                                           | Музей розміщений у десятьох кімнатах будинку, в якому жила письменниця в різні часи від 1890 до 1910. У ньому представлені матеріали про життя і творчість Лесі Українки, рукописи, перші видання творів, її особисті речі тощо. |            |
| Будинок-музей Миколи Лисенка                                                       | вул. Саксаганського, 95-б                                         | Розташований у будинку відомого українського композитора Миколи Лисенка. Знайомить із життям і творчістю композитора. В музеї також є виставки картин та проходять концерти. |            |
| Музей Михайла Старицького                                                          | вул. Саксаганського, 93                                           | Серцем експозиції є кабінет Старицького. Збереглися письмовий стіл, шафа, маленький диван, на якому в останні роки життя письменника (за ширмою) спала його дружина Софія Віталіївна, сестра Миколи Лисенка. Поряд з кабінетом кімната старшої дочки Марії Михайлівни, заслуженої артистки, професора Муздрамінституту імені Лисенка. |            |
| Музей совєтської окупації                                                          | вул. Стельмаха, 6-А.                                              | Експозиція відображає злочини комуністичного режиму в період 1917—1991 років в Україні. |            |
| Музей історії Національного університету біоресурсів і природокористування України | вул. Героїв Оборони, 15                                           | Створений у 1966 році |            |
| Музей Валерія Лобановського                                                        | просп. Валерія Лобановського, 146—148 (СШ № 319)                  | Музей розміщений в школі, де навчався Валерій Лобановський. Тут збереглась парта, за якою сидів юний Лобановський, книга з алгебри 1952-го року випуску, стенди з фотографіями з випускного альбому і знімки його однокласників. |            |
| Музей космонавтики                                                                 | вул. Велика Васильківська, 57/3                                   | Знаходиться в приміщенні Київського планетарію. Розповідає про історію космонавтики. |            |
| Музей механічних ваг                                                               | вул. Метрологічна, 4                                              | Музей був створений у 2014 році засновниками групи компаній «Мир весов». Виставка колекції знаходиться у приміщенні ДП «Укрметртестстандарт». |            |
| Музей історії Головної астрономічної обсерваторії НАН України                      | вул. Академіка Заболотного, 27                                    | Музей Головної астрономічної обсерваторії НАН України. |            |

### Дарницький район
| Назва                                   | Місцезнаходження         | Короткий опис | Зображення |
| --------------------------------------- | ------------------------ | --- | ---------- |
| Міжнародний музей української вишивки   | вул. Новодарницька, 15/1 | В музеї представлено широку палітру творів Протчевої Тетяни Іванівни, виконаних переважно на старовинному домотканному матеріалі, а також з використанням сучасних технологічних можливостей вишивання. |            |
| Музей історії ВО «Київський радіозавод» | вул. Бориспільська, 9    | Відкритий у 1981 році |            |

### Деснянський район
| Назва                                                | Місцезнаходження               | Короткий опис | Зображення |
| ---------------------------------------------------- | ------------------------------ | --- | ---------- |
| Музей булатної зброї                                 | Пухівська вул., 4 кім. 208—211 | В експозиції музею кілька десятків ножів, кинджалів, мечів, шабель, мачете виготовлених майстрами центру «Булат НВР» з булатної сталі, секрет якої ними розгадано. Серед відомих експонатів — акінак «Меч Революції», Меч другого Президента України, булатний кортик «Козацька слава» Третього Президента України, нагородні кортики, визнані МВС України офіційною нагородою Міністерства, ніж «Ярило» та інші. |            |
| Музей трудової слави Дарницького шовкового комбінату | Магнітогорська вул., 1а        | Відкритий у 1967 році |            |

### Дніпровський район
| Назва                                             | Місцезнаходження          | Короткий опис | Зображення |
| ------------------------------------------------- | ------------------------- | --- | ---------- |
| Музей непотрібних речей                           | вул. Євгена Маланюка, 112 | Оригінальний музей при Київському заводі вторсировини. Колекція зібрана з оригінальних предметів, що були здані в утиль. |            |
| Музей історії каналізації Києва                   | Харківське шосе, 50а      | У двох залах музею представлені зразки каналізаційного устаткування і труб, починаючи з античних Греції і Риму. Головна частина експозиції присвячена каналізаційному господарству Києва. |            |
| Музей історії Дарницького вагоноремонтного заводу | вул. Алматинська, 74      | Відкритий у 1975 році |            |
| Музей історії КП «Київпастранс»                   | вулиця Павла Усенка, 7/9  | У єдиній залі музею представлено численні моделі трамваїв, тролейбусів та автобусів, що працюють або працювали у Києві. Є три діорами, що відображають різні етапи розвитку київського транспорту — «Початок» (1892 рік), «Роки війни» та «Наш час». На великій карті України позначені усі міста, що мають зараз або мали в минулому трамвай чи тролейбус. На великій карті Києва позначені усі лінії трамваю та тролейбусу, що існували від моменту появи цих видів транспорту у місті. |            |

### Оболонський район
| Назва                                                            | Місцезнаходження            | Короткий опис | Зображення |
| ---------------------------------------------------------------- | --------------------------- | --- | ---------- |
| Музей пожежної справи                                            | вул. Героїв полку «Азов», 6 | Музей знайомить з історією та сучасністю пожежної справи. В експозиції перший пожежний автомобіль, техніка пожежогасіння за більш ніж столітній період. |            |
| Музей історії Інституту надтвердих матеріалів імені В. М. Бакуля | вул. Автозаводська, 2       | Відкритий у 1966 році |            |

### Печерський район
Впорядковано за назвами вулиць і номерами будинків.
| Назва                                                                 | Місцезнаходження                                  | Короткий опис | Зображення |
| --------------------------------------------------------------------- | ------------------------------------------------- | --- | ---------- |
| Музей історії Києва                                                   | вул. Богдана Хмельницького, 7                     | Експозиція музею знайомить з історією міста, починаючи з перших поселень на його території. Музейне зібрання складається з археологічних матеріалів, знайдених на території міста, етнографічної і нумізматичної колекцій, колекції ікон, стародруків, поштових листівок, побутових речей киян різних часів, а також тематичних комплексів XX століття. |            |
| Музей Шолом-Алейхема                                                  | вул. Велика Васильківська, 5а                     | У музеї, який займає площу понад 220 м², багато автентичних речей того періоду, коли Шолом-Алейхем жив і творив у Києві. Вони збиралися єврейської діаспорою України. Музей дає уявлення не тільки про самого письменника і його творчість, але і про середовище, в якому він жив — про єврейський Київ кінця XIX — початку XX століть. |            |
| Музей спортивної слави України                                        | вул. Велика Васильківська, 55а                    | |            |
| Музей Марії Заньковецької                                             | вул. Велика Васильківська, 121                    | Експозиція музею складається з двох частин: історико-біографічної, матеріали якої висвітлюють життя і творчість М. Заньковецької від народження до 1917 року, та меморіальної, в якій представлено квартиру актриси, де вона жила з 1918-го по 1934 рік. |            |
| Історико-архітектурна пам'ятка-музей «Київська Фортеця»               | вул. Госпітальна, 24а                             | Музей створено в 1927 році і є єдиною в Україні пам'яткою фортифікаційної споруди XVIII—XIX століть та однією з найбільших у світі кам'яно-земляною фортецею, яка збереглася до наших днів. |            |
| Музей грошей Національного банку України                              | вул. Інститутська, 9                              | Відкритий у 1979 році |            |
| Державний музей іграшки                                               | Кловський узвіз, 8                                | Державний музей іграшки Міністерства освіти і науки України було створено 1 січня 2005 року. Основою музейного зібрання стала 10-тисячна колекція іграшок, яку почали збирати з 30-х років XX століття. Три зали представляють етнографічні ляльки, колекцію українських народних іграшок та промислову колекцію іграшок, серед яких є екземпляри, котрим налічується більше ста років. |            |
| Народний музей революційної бойової і трудової слави заводу «Арсенал» | вул. Князів Острозьких, 2                         | Відкритий у 1967 році |            |
| Музей української діаспори                                            | вул. Князів Острозьких, 40б                       | Музей української діаспори — це музей творчості іммігрантів, у якому зберігаються документи, фотографії й деякі особисті речі, які у свій час належали українським художникам, письменникам, музикантам. |            |
| Скарбниця Національного музею історії України                         | Лаврська вулиця, 9, корпус 12                     | Філія Національного музею історії України — єдине в Україні систематизоване зібрання історичних і художніх раритетів із дорогоцінних металів. |            |
| Національний музей Голодомору-геноциду                                | Лаврська вулиця, 15-А                             | Музей складається з меморіальної частини (Свіча пам'яті, скульптура дівчинки з колосками в руках на площі Пам'яті, оточеній жорнами, Янголи при вході до меморіалу, Алея «чорних дощок» та калиновий гай) та Зали пам'яті, що фактично виконує функцію музею. |            |
| Музей голограм                                                        | Лаврська вулиця, 19                               | Виставка відкрита в 1995 році. На ній представлені голографічні копії найцінніших предметів, що зберігаються у фондах Національного Києво-Печерського історико-культурного заповідника та Національного музею історії України. Копії виконані у вигляді голографічних скляних дисплеїв з внутрішнім шаром спеціальної фотоемульсії. |            |
| Мистецький арсенал                                                    | Лаврська вулиця, 20—30                            | |            |
| Музей мікромініатюр Миколи Сядристого                                 | Лаврська вулиця, 21                               | |            |
| Музей книги та друкарства України                                     | Лаврська вулиця, 21                               | У музеї зібрані багаті скарби книжкової культури українського народу (близько 56 тисяч одиниць зберігання). Експозиція висвітлює історію вітчизняної книги і книжкової справи від часів Київської Русі і до наших днів; розповідає про створення писемності у східних слов'ян, про рукописну книгу X—XVI століть, про зародження друкарства в Європі, початок і розвиток кириличного книгодрукування, про видавничу діяльність Івана Федорова та про інших видатних творців української книги XVI—XVIII століть. |            |
| Музей театрального, музичного та кіномистецтва України                | Лаврська вулиця, 21                               | Єдиний в Україні музей за своєю спеціалізацією. Зібрана за час існування — з 1923 року — велика і різновидова колекція пам'яток з історії розвитку мистецтв, яка постійно поповнюється новими матеріалами. |            |
| Національний музей декоративного мистецтва України                    | Лаврська вулиця, 21                               | Збірку складають понад 75 тисяч творів традиційного народного та професійного декоративного мистецтва України від XV століття до наших днів. Це різноманітні за матеріалом, формою, декоруванням і призначенням предмети домашнього вжитку. Всі вони мають визначені регіональні відмінності. |            |
| Музей сучасного мистецтва України                                     | вул. Євгена Коновальця, 44-а                      | В колекції музею — роботи українських художників та скульпторів XX—XXI століть. |            |
| Музей «Становлення української нації»                                 | Лаврська вулиця, 27                               | У музеї представлені виготовлені із силікону 110 реалістичні тривимірні фігури історичних діячів України різних епох та сфер життя, які сприяли становленню української нації та державності. Музей також містить діорами, мапи, картини, починаючи від розбудови Київської Русі і до сьогодення. |            |
| Музей Івана Гончара                                                   | Лаврська вулиця, 29                               | Колекція Музею налічує понад 15 тисяч етнографічних та мистецьких одиниць збереження, серед яких 2,7 тисяч зразків тканини (рушники, сорочки, верхній одяг, килими, взірці вишивок); близько 700 предметів кераміки (гончарний посуд, дитяча іграшка, кахлі), унікальна колекція писанок (500 одиниць), дерев'яні різьблені речі, вироби з металу та скла, цінна колекція народних музичних інструментів (кобзи, бандури, цимбали, сопілки, колісна ліра, цитра, коза, трембіти, флояра та інше).                |            |
| Музей історії взуттєвого об'єднання «Київ»                            | Лаврська вулиця, 34                               | Відкритий у 1967 році |            |
| Національний музей історії України у Другій світовій війні            | Лаврська вулиця, 44                               | Музей присвячений Другій світовій війні. |            |
| Центральний музей прикордонних військ України                         | Лаврська вулиця, 44                               | Експозиція музею розміщена у семи залах загальною площею 368 м² і налічує близько чотирьох тисяч експонатів, серед яких є унікальні документи, ексклюзивні фотографії, цінні нагороди, зброя, особисті речі прикордонників, газети та листівки минулих часів. |            |
| Водно-інформаційний центр                                             | вул. Михайла Грушевського, 1В                     | Експозиція знайомить з кругообігом води в природі, при цьому їй притаманні ознаки музею, технічної виставки та аквапарку. |            |
| Національний художній музей України                                   | вул. Михайла Грушевського, 6                      | Образотворче мистецтво України з часів бароко і по сьогодні. |            |
| Центральний музей Збройних Сил України                                | вул. Михайла Грушевського, 30/1                   | В експозиції музею відображена історія військової діяльності на теренах України. Унікальні музейні предмети кіммерійсько-скіфсько-сарматського періоду, часів Київської Русі, доби національно-визвольної боротьби XVII—XVIII століть, українських військових формувань періоду першої світової війни та визвольних змагань початку XX століття розповідають про звитягу та мужність, бойовий ратний подвиг народу при захисті рідної землі.                                                                     |            |
| Музей історії туалету                                                 | вул. Рибальська, 22 (Київська фортеця, башта № 5) | Виставка присвячена необхідній частині людської цивілізації — ватерклозету. Історія від нічного горщика до супер-технологій сучасності. |            |
| Меморіальний музей-квартира Б. Р. Гмирі                               | вул. Хрещатик, 15, кв. 33                         | Відкритий у 1984 році |            |

### Подільський район
| Назва                                           | Місцезнаходження            | Короткий опис | Зображення |
| ----------------------------------------------- | --------------------------- | --- | ---------- |
| Музей гетьманства                               | вул. Спаська, 16-б          | Створений 11 березня 1993 розпорядженням Представника Президента України. Розміщується у будинку-пам'ятці архітектури кінця XVII — з надбудовами в XIX століття, відомому в Києві як «будинок гетьмана І. Мазепи». Цей будинок було відреставровано за рахунок фінансування міської державної адміністрації та Благодійного Фонду І. Мазепи. |            |
| Музей «Чорнобиль»                               | вулиця Хорива, 1            | Музей пам'яті Чорнобильської катастрофи. Експозиція розповідає про хронологію подій, героїзм ліквідаторів та народну трагедію. |            |
| Музей однієї вулиці                             | Андріївський узвіз, 2б      | Музей, присвячений історії Андріївського узвозу. |            |
| Аптека-музей                                    | вул. Притиско-Микільська, 7 | Історія української фармацевтики та аптечної справи. |            |
| Музей хліба                                     | вул. Вишгородська, ??       | Крім знарядь праці — дерев'яного плуга, сівалок, віялок, жорнів, у музеї є й макет української печі, який виготовили діти з Новопетриківки, розписавши його тамтешнім петриківським розписом. Чимало в музеї і зразків хліба з різних країн світу. |            |
| Хата на Пріорці                                 | вул. Вишгородська, 5        | Будинок на Пріорці, де в серпні 1859 року зупинявся Тарас Шевченко. |            |
| Музей Михайла Булгакова                         | Андріївський узвіз, 13      | Дім в якому жив Михайло Булгаков. Другий поверх будинку — 7 кімнат — займає основна експозиція «Дім Турбіних», на першому поверсі розташовані дві виставочні зали й Літературна вітальня. Підвал і веранда будинку також використовуються під виставки. У двох двориках садиби — нижньому (внутрішньому, закритому) і верхньому — проходять спектаклі, вечори, фестивалі, зустрічі.. |            |
| Музей-майстерня Івана Кавалерідзе               | Андріївський узвіз, 21      | У музеї експонуються скульптурні твори Івана Кавалерідзе, демонструються його кінофільми і відеофільми про його творчість і життя. |            |
| Меморіальний будинок-музей Г. П. Світлицького   | вул. Дегтярна, 30           | |            |
| Музей Магдебурзького права                      | Поштова площа, 1            | Маленький будинок на Поштовій площі представляє постійну виставку «До історії самоврядування в місті Києві», присвячену 500-річчю надання місту Магдебурзького права. Музей розповідає про ті часи, коли «Поділ був містом», найбільш значущим районом Києва, про епоху подільської слави і процвітання в Середньовіччя та пізніше — в епоху бароко і розквіту української міської культури. |            |
| Музей історії благодійництва у Києві            | вул. Костянтинівська 6/8    | Експозиція музею присвячена історії спорудження пам'ятки, перебуванню Петра І в Києві, меценатству представників духовної та імперської влади й різноманітним формам офіційної і громадської благодійності у Києві часів Російської імперії. З найцінніших експонатів — книга «Октоїх», видана у Львові у 1644 році з посвятою Петру Могилі, ікона «Божа Матір з Немовлям на руках» із майже повністю збереженим бароковим різьбленням XVIII століття та книга «Житія святих» 1762 року, що, серед інших, містить опис життя Дмитра Туптала. |            |
| Народний музей історії заводу «Ленінська кузня» | вул. Електриків, 26         | Відкритий у 1961 році |            |
| Музей української звитяги                       | вул. Григорія Сковороди 2   | Музей з експонатами Помаранчевої революції |            |

### Святошинський район
| Назва                                                     | Місцезнаходження                                                      | Короткий опис                     | Зображення |
| --------------------------------------------------------- | --------------------------------------------------------------------- | --------------------------------- | ---------- |
| Музей поета Дмитра Луценка                                | вул. Василя Доманицького, 12 (при школі № 197)                        | Музей Дмитра Омеляновича Луценка. |            |
| Музей історії Святошинського району                       | просп. Берестейський, 136, центр позашкільної роботи «Північне сяйво» |                                   |            |
| Музей бойової і трудової слави заводу верстатів-автоматів | вул. Олексія Бездольного, 7                                           | Відкритий у 1973 році             |            |
| Народний музей історії Київського авіазаводу              | просп. Берестейський, 100/1                                           | Відкритий у 1970 році             |            |
| Народний музей історії Київського механічного заводу      | вул. Мрії, 1                                                          | Відкритий у 1963 році             |            |

### Солом'янський район
| Назва                                                                                 | Місцезнаходження                | Короткий опис | Зображення |
| ------------------------------------------------------------------------------------- | ------------------------------- | --- | ---------- |
| Державний музей авіації                                                               | вул. Медова, 1                  | Розташований на окраїні Києва, що біля аеропорту «Жуляни». На великій території, що сягає 20 гектарів, зібрані практично всі основні типи літаків та гелікоптерів, які були на озброєнні Військово-повітряних сил України або літали у цивільній авіації. |            |
| Музей історії ветеринарії                                                             | вул. Волинська, 12              | |            |
| Меморіальний музей академіка медицини М. Стражеска                                    | вул. Святослава Хороброго, 5    | В експозиції музею представлені особисті речі особисті речі Стражеска, рідкісні видання його робіт, справжні фотографії, представлені матеріали його досліджень. Екскурсія розповідає і про останній етап життя вченого, обраного в 1943-му році дійсним членом Академії наук СРСР. |            |
| Мамаєва Слобода                                                                       | вул. Михайла Донця, 2           | Скансен. |            |
| Народний музей історії Київського електровагоноремонтного заводу                      | вул. Січеславська, 2            | Відкритий у 1975 році |            |
| Музей історії Київського державного технічного університету будівництва і архітектури | просп. Повітрофлотський, 31     | Відкритий у 1969 році |            |
| Музей повітряного транспорту Київського міжнародного університету цивільної авіації   | просп. Любомира Гузара, 1       | Відкритий у 1972 році |            |
| Політехнічний музей                                                                   | просп. Берестейський, 37 корп.6 | В семи залах розміщено експозиції з історії КПІ та різних напрямків техніки, що охоплюють стан та розвиток науки і техніки в Україні та світі в цілому, а саме: електроніка, приладобудування, радіотехніка, телекомунікації, інформатика, корисні копалини, промислові технології, машинобудування, авіація i космонавтика, транспорт, металургія, електрозварювання, енергетика. Відкритий 11 вересня 1998 року |            |

### Шевченківський район
| Назва                                                                                   | Місцезнаходження                              | Короткий опис | Зображення |
| --------------------------------------------------------------------------------------- | --------------------------------------------- | --- | ---------- |
| Інтерактивний музей в темряві «Третя після опівночі / 03:00»                            | вул. Олеся Гончара, 45-В                      | Перший в Україні інтерактивний музей в темряві, в якому працюють незрячі гіди. Відкритий в березні 2017 року. Простір складається з п'яти локацій — звичних місць для кожного (наприклад, квартира або вулиця). Протягом 90 хвилин відвідувачам пропонується виконати різні завдання в умовах абсолютної темряви. Цей унікальний досвід дає змогу зрозуміти, як живуть незрячі люди, та наскільки загострюються усі відчуття в умовах без зору. |            |
| Музей історії заводу «Укркабель»                                                        | вул. Багговутівська, 14                       | Відкритий у 1967 році |            |
| Національний музей історії України                                                      | вул. Володимирська, 2                         | Фонди музею нараховують понад 600 тисяч унікальних пам'яток історії та культури. Вони відображають історичний процес розвитку суспільства на території України з найдавніших часів до сьогодення (арх. Й. Ю. Каракіс). |            |
| Музей історії Десятинної церкви                                                         | вул. Володимирська, 6/1                       | Державний історико-археологічний музей у Києві. Створений 17.09.2004 р. за розпорядженням Президента України «Про музеєфікацію залишків церкви Богородиці (Десятинної) в м. Києві» (№ 217/2004-рп). |            |
| Центральний державний архів-музей літератури і мистецтва України                        | вул. Володимирська, 22а                       | В архіві зберігаються фонди творчих спілок і організацій письменників, композиторів, художників, архітекторів, журналістів, кінематографістів, діячів театру. В них сконцентровані стенограми з'їздів та пленумів спілок, протоколи засідань колегіальних органів, документи про відзначення ювілеїв і увічнення пам'яті діячів літератури і мистецтва. |            |
| Музей «Золоті Ворота»                                                                   | вул. Володимирська, 40-а                      | В середині реконструйованого павільйону Золотих Воріт розташовано експозицію присвячену історії будівництва, існування та реконструкції головної брами стародавнього Києва. |            |
| Педагогічний музей                                                                      | вул. Володимирська, 57                        | Експозиція музею наочно показує становлення і розвиток освіти в Україні. Чільне місце в експозиції посідають освітні матеріали Німеччини, Франції, Чехії, Польщі та інших країн. Унікальність експозиції музею полягає в тому, що вона нараховує близько 40 тисяч експонатів, серед яких — раритети стародавньої писемності XI—XIV століть, шкільне приладдя, технічні засоби навчання різних історичних періодів. |            |
| Музей Української революції 1917-1921 років                                             | вул. Володимирська, 57                        | У музеї знаходяться унікальні реліквії часів УНР, серед яких оригінальні фотографії Голови Директорії УНР Симона Петлюри, трьох прем'єр-міністрів уряду УНР, комплекс речей генерала Армії УНР Миколи Капустянського, державні нагороди та уніформа часів УНР, книги з автографами державних діячів Республіки. Центром експозиції є «Тризуб» — Державний герб Української Народної Республіки та оригінал роздруківки IV Універсалу Центральної Ради, яким проголошувалася повна державна незалежність УНР 9 (22) січня 1918 року. |            |
| Археологічний музей Київського національного університету імені Тараса Шевченка         | вул. Володимирська, 60                        | Матеріали експонуються у 12-ти блоках — художньо оформлених вітринах, присвячених різним археологічним періодам: Експозиція подає автентичні археологічні предмети різних епох і народів з території України: знаряддя праці, елементи озброєння, посуд, прикраси та інше. Їх доповнюють карти, світлини, малюнки, макети, пояснювальні тексти. Верхню частину музейного простору заповнює фриз — художнє панно (художник О. Чуботін), де представлено малюнки відомих артефактів, які репрезентують духовну культуру стародавнього населення України. У підвітринних подіумах зберігаються наукові колекції, що використовуються під час лекцій та практикумів. |            |
| Кабінет-музей В'ячеслава Чорновола                                                      | вул. Олеся Гончара, 33                        | Кабінет-музей відомого правозахисника, політичного діяча, публіциста, журналіста, Героя України В'ячеслава Чорновола відкритий до його 65-річчя за ініціативи Народного Руху України та Міжнародного благодійного фонду В'ячеслава Чорновола, який очолює його дружина Атена Пашко. Музей розміщено в історичному будинку 1907 року на вул. Гончара, 33. Будинок відрізняється оригінальною архітектурою (проект І. Ледуховського) та має цікаву історію. |            |
| Міський музей «Духовні скарби України»                                                  | вул. Десятинна, 12                            | В експозиції представлено близько 300 ікон кінця XV — початку XX століття та шедеври української народної художниці Марії Примаченко. |            |
| Державний історико-меморіальний Лук'янівський заповідник (Лук'янівське кладовище)       | вул. Дорогожицька, 7                          | Експозиція музею дає можливість ближче познайомитися з життєвим та творчим шляхом визначних постатей минулого, похованих на Лук'янівському цивільному кладовищі. На музейних стендах, а їх більше 30, представлені фото та документальні матеріали. Кожен із стендів відображає діяльність чотирьох, п'яти персоналій, це — художники, архітектори, медики, духовенство, вчені, музиканти тощо. |            |
| Музей-квартира Віктора Косенка                                                          | вул. М. Коцюбинського, 9, кв. 4               | Музей-квартира українського композитора В. С. Косенка |            |
| Садиба на Кудрявці                                                                      | вул. Кудрявська, 9                            | Відтворює атмосферу життя киян в типовій міській садибі та показує самобутність й національну специфіку Києва XIX — початку XX століть. |            |
| Меморіальний музей Олександра Палладіна                                                 | вул. Леонтовича, 9                            | Відкритий у 1973 році |            |
| Музей історії податкової служби в Україні                                               | Львівська площа, 6                            | Музей створений в 1997 році. В невеликому приміщенні Музею розміщено понад 1000 цікавих експонатів, які розповідають про історію України, створення і діяльність її фінансової та податкової системи на різних історичних етапах від періоду Київської Русі до сучасності. Музейні експонати відпрацьовувались в державних архівах, бібліотеках, фондах Національного історичного Музею. |            |
| Народний музей історії заводу імені Артема                                              | вул. Юрія Іллєнка, 2                          | Відкритий у 1963 році |            |
| Музей телебачення                                                                       | вул. Юрія Іллєнка, 42                         | Історія розвитку українського телебачення представлена у схемах перших пересувних телевізійних станцій, у фотографіях, альбомах, акредитаціях на найважливіші світові події та нагородах та грамотах УТ-1. Також в експозиції макети декорацій у студіях. Тут можна побачити, як у мініатюрі виглядала студія програм «Далі буде…», «Надвечір'я», «Вечірня казка», побачити Катрусю з «Катрусиного кінозалу». |            |
| Музей трудової слави ВО «Південзахідтрансбуд»                                           | вул. Низарівська, 3                           | Відкритий у 1984 році |            |
| Музей київської астрономічної обсерваторії                                              | вул. Обсерваторна, 3В                         | Експонати згруповані за напрямками досліджень, які відображують історичний розвиток і задачі, які вирішувала і вирішує астрономія. Це різні геодезичні прилади, служба часу представлена точними астрономічними годинниками XIX століття, приладами для запису часу — хронографами різних поколінь і конструкцій, радіоприймачами для прийому спеціальних сигналів точного часу. Фотографічну астрономію показано фотознімками на платівках та плівках різних форматів, отриманими на астрографі обсерваторії, фото- і кінокамерами різних поколінь, вимірювальними мікроскопами та координатно-вимірювальними машинами.                                         |            |
| Музей Першого Президента України Леоніда Кравчука при Українському Народному Посольстві | вул. Обсерваторна, 11/1                       | |            |
| Музей Київського метрополітену                                                          | просп. Берестейський, 35                      | Експозиція розміщена в трьох залах. Над стендами в хронологічному порядку розміщені великі фотографії станцій з зазначенням року їх запуску. Перший зал присвячений будівництву і відкриттю черг метрополітену у різні роки. Другий зал присвячений службам метрополітену. У третьому залі встановлено перші годинники центральної станції служби часу метрополітену, які синхронізують час і інтервали проходження поїздів, а також діючий макет роботи оборотного глухого кута в тому ж масштабі 1:87. |            |
| Музей історії заводу «Більшовик»                                                        | просп. Берестейський, 38                      | Відкритий у 1968 році |            |
| Музей Національної кіностудії художніх фільмів ім. О. Довженка                          | просп. Берестейський, 44                      | |            |
| Музей циркового мистецтва                                                               | просп. Берестейський, 82                      | В музеї представлені колекція, присвячену цирку — музичні інструменти, оформлення, фотографії знаменитих династій. |            |
| Музей історії Промінвестбанку                                                           | вул. Софіївська, 9, в будівлі Промінвестбанку | |            |
| Літературно-меморіальний музей-квартира М. Бажана                                       | вул. Терещенківська, 5, кв. 5                 | Меморіальна частина музею відтворює атмосферу, в якій жив і творив Микола Бажан. Дружина письменника Н. В. Бажан-Лауер зберегла квартиру такою, якою вона була за життя господаря. До огляду представлені кабінет, вітальня, мистецька та інші кімнати письменника, його особисті речі. Літературна частина експозиції висвітлює життєвий та творчий шлях М. Бажана: його генеалогічне коріння, сімейне коло, етапи творчого та громадянського становлення у вирі бурхливих, драматичних подій початку XX століття, доби тоталітарного режиму, суворих воєнних буднів, післявоєнної відбудови країни.                                                            |            |
| Літературно-меморіальний музей-квартира П. Г. Тичини                                    | вул. Терещенківська, 5                        | Музей присвячений життю і творчості поета Павла Григоровича Тичини. В квартирі збережені прижиттєві інтер'єри, бібліотека, музичні інструменти митця. |            |
| Національний музей «Київська картинна галерея»                                          | вул. Терещенківська, 9                        | Основу збірки складають великі приватні художні зібрання Терещенків, Ханенків. Музей володіє унікальними колекціями творів Д. Левицького, В. Боровиковського, І. Шишкіна, М. Врубеля, а також окремими широковідомими творами І. Рєпіна, О. Іванова, В. Васнєцова, М. Реріха та інше. |            |
| Музей мистецтв імені Богдана та Варвари Ханенків                                        | вул. Терещенківська, 15-17                    | Художній музей у Києві, збірка зарубіжного мистецтва в Україні. В експозиції приватна збірка родини Ханенків і колекція, що зібрав вчений-хімік Щавинський Василь Олександрович. |            |
| Музей історії Михайлівського Золотоверхого монастиря                                    | вул. Трьохсвятительська, 8                    | У музеї, що знаходиться у дзвіниці і корпусі Варваринських келій, представлені макети та зображення собору в різні історичні епохи, будівельні матеріали, з яких він був зведений, фрагменти фресок і смальти, що прикрашали храм. |            |
| Національний музей літератури України                                                   | вул. Богдана Хмельницького, 11                | Численні експозиції, присвячені письменникам України. Також є кінозал, де можна переглянути документальні та художні фільми про митців та зняті за їх творами. |            |
| Національний науково-природничий музей НАН України                                      | вул. Богдана Хмельницького, 15                | Один з найбільших науково-природознавчих музеїв світу. Це цілісний комплекс, до складу якого входять Геологічний, Палеонтологічний, Зоологічний, Ботанічний та Археологічний музеї. |            |
| Археологічний музей                                                                     | вул. Богдана Хмельницького, 15                | Організований у 1966 році як науковий відділ Інституту археології. З 19 травня 1969 року відкритий для відвідувачів. У чотирьох залах музею на площі 500 м² експонується близько 10 000 предметів, які дають змогу відтворити історію України від моменту появи першої людини до пізнього Середньовіччя. |            |
| Ботанічний музей                                                                        | вул. Богдана Хмельницького, 15                | В колекції — преставники рослинного світу України. |            |
| Зоологічний музей                                                                       | вул. Богдана Хмельницького, 15                | В колекції — фауна України та світу, від найпростіших форм життя до приматів. |            |
| Геологічний музей                                                                       | вул. Богдана Хмельницького, 15                | |            |
| Палеонтологічний музей                                                                  | вул. Богдана Хмельницького, 15                | В колекції — давні викопні рештки та скам'янілості. |            |
| Національний музей медицини України                                                     | вул. Богдана Хмельницького, 37                | В музеї представлено розвиток медицини в Україні з стародавніх часів до наших днів. В основу організації музею була покладена новітня концепція музеєзнавства, яка дозволила використати науково-методичні і документальні матеріали та експонати у комплексі з архітектурними, художньо-технічними і аудио-візуальними засобами. Крім стендової експозиції в музеї створені оригінальні інтер'єри, з портретними фігурами відомих вчених і лікарів, та діорами, присвячені найвизначнішим подіям в українській медицині.. |            |
| Музей пошти                                                                             | вул. Хрещатик, 22                             | В музеї представлені поштові раритети XIX—ХХ століть, які розповідають, як змінювалася служба та її атрибути, сама організація поштової справи — старовинні телеграфні журнали XIX століття і формуляри поштових чиновників, мундирні ґудзики і письмове приладдя, старовинні поштові скриньки, поштовий ріжок, поштова сумка на ремені зразка 1947 року. Музей обвішаний численними фотографіями, що мають відношення до поштової служби. Можна побачити всі види поштового транспорту, починаючи з волових упряжок і до мотоциклів часів війни 1941—1945. |            |
| Національний музей Тараса Шевченка                                                      | бул. Т. Шевченка, 12                          | У 24 залах розміщено понад 4 тисячі експонатів. У музеї є понад 800 оригінальних картин, портретів, малюнків, офортів Шевченка, особисті речі поета, фотокопії його рукописів. |            |
| Літературно-меморіальний будинок-музей Тараса Шевченка                                  | провулок Тараса Шевченка, 8-а                 | Експозиція в повному обсязі розкриває тему перебування Т. Шевченка в Києві під час трьох його приїздів на батьківщину, насамперед проживання його в цьому будинку 1846 року. |            |

### Колишні
| Назва                               | Місцезнаходження            | Короткий опис | Зображення |
| ----------------------------------- | --------------------------- | --- | ---------- |
| Торговий музей                      | Межигірська вулиця, 1       | У Контрактовому домі 1926 року було створено Торговий музей, що мав на меті ознайомлення торговельних організацій із зразками вітчизняних та експортних товарів. При музеї діяли відповідні відділи, а також лабораторія для дослідження промислових виробів та зерна. Наприкінці 1929 року на базі музею було створено наукову установу-Інститут економіки, техніки та раціоналізації торгівлі       |            |
| Антирелігійний музей                | бульвар Тараса Шевченка, 20 | 1929 року Володимирський собор було закрито для богослужінь, а 11 квітня 1930 року в ньому відкрився Антирелігійний музей, що проіснував у соборі до середини 1930-х років. |            |
| Музей-архів переходової доби        | Олександрівська площа, 8    | Пропагандистський музей, що існував в Києві в квітні — жовтні 1942 року («переходовою добою» називали час окупації України — між більшовицькою владою до остаточної перемоги гітлерівської Німеччини). |            |
| Андріївська церква                  | Андріївський узвіз, 23      | З 1968 року Андріївська церква була філією заповідника «Софійський музей». Рішенням Верховної Ради передана у безоплатне користування Вселенському патріархату. |            |
| Музей історії автомобілів в моделях | бул. Т. Шевченка, 1б        | В музеї, створеному членами київського клубу колекціонерів автомобільних моделей, було зібрано понад 5 000 експонатів, серед яких — автомобілі історичних персон, кіногероїв, рідкісні моделі в масштабах 1:18, 1:24, 1:43. На початку 2010 року музей виїхав із приміщення і наразі не функціонує..                                                                                                  |            |
| Музей-квартира родини Ульянових     | вул. Лабораторна, 12        | Меморіальну квартиру-музей було відкрито 21 грудня 1977 року в будинку, де протягом 1903—1904 років мешкали мати та сестри В.Леніна. Музей розміщувався у двох кімнатах. Припинив існування на початку 1990-х років. Будинок знесений 2004 року. |            |
| Музей Володимира Леніна             | вулиця Хрещатик, 2          | Київську філію Центрального музею Володимира Леніна було відкрито 29 серпня 1938 р. До 1982 р. музей розташовувався в приміщенні колишнього будинку Центральної Ради по вул. Володимирській, 57, а 1982 року переїхав у споруджене спеціально для нього приміщення на Хрещатику, де й знаходився до 1991 року. Того ж року музей було закрито, а експозицію та статую Леніна в приміщенн-демонтовано. |            |
| Музей воскових фігур                | просп. Берестейський, 29    | В п'яти залах було представлено 60 фігур політичних діячів минулого і сучасності, відомих письменників, популярних акторів і співаків, прославлених спортсменів. |            |

## Громадські
| Назва                      | Місцезнаходження              | Короткий опис | Зображення |
| -------------------------- | ----------------------------- | --- | ---------- |
| Музей миротворчих операцій | просп. Леоніда Каденюка 19/30 | Музей присвячений висвітленню історії миротворчої діяльності України та міжнародних миротворчих місій. Його колекція включає документи, речі, шеврони, знаки та інші предмети, пов'язані з українцями та Україною як миротворчою державою. |            |